# Адам, Грэм
Грэм П. А́дам (англ. Graeme P. Adam; род. 17 февраля 1954) — шотландский кёрлингист и тренер по кёрлингу.
В составе мужской сборной Шотландии участник двух чемпионатов мира 1983 и 1989 (оба раз — пятое место). Двукратный чемпион Шотландии среди мужчин (1983, 1989). В составе мужской сборной ветеранов Шотландии участник чемпионата мира 2008 (заняли четвёртое место). Двукратный чемпион Шотландии среди ветеранов-мужчин (2008).
Играет на позициях четвёртого и третьего, был скипом команды.
Как тренер мужской сборной Эстонии участник чемпионата Европы 2016.

## Достижения
- Чемпионат Шотландии по кёрлингу среди мужчин: золото (1983, 1989).
- Чемпионат Шотландии по кёрлингу среди ветеранов: золото (2008).

## Команды
| Сезон   | Четвёртый       | Третий         | Второй           | Первый            | Запасной           | Турниры                       |
| ------- | --------------- | -------------- | ---------------- | ----------------- | ------------------ | ----------------------------- |
| 1980—81 | Грэм П. Адам    | Кен Дж. Хортон | Роберт А. Коуэн  | Робин Дж. Копленд |                    | [ 3 ]                         |
| 1981—82 | Грэм П. Адам    | Кен Дж. Хортон | Эндрю Маккуистин | Роберт А. Коуэн   |                    | [ 3 ]                         |
| 1982—83 | Грэм Адам       | Кен Хортон     | Эндрю Маккуистин | Боб Коуэн         |                    | ЧШМ 1983 · ЧМ 1983 (5 место)  |
| 1984—85 | Грэм П. Адам    | Кен Дж. Хортон | Грант Макферсон  | Роберт Уилсон     |                    | [ 3 ]                         |
| 1988—89 | Грэм Адам       | Кен Хортон     | Эндрю Маккуистин | Робин Копленд     |                    | ЧШМ 1989 · ЧМ 1989 (5 место)  |
| 2007—08 | Грэм Адам       | Кен Хортон     | Stuart Naismith  | Allan Maclennan   | Jim Jamieson (ЧМВ) | ЧШВ 2008 · ЧМВ 2008 (4 место) |
| 2008—09 | Грэм Адам       | Кен Хортон     | Stuart Naismith  | Allan Maclennan   |                    |                               |
| 2017—18 | Уилли Джеймисон | Том Пендрей    | Graeme Adam      | Jean Lesperance   |                    | [ 4 ]                         |
| 2018—19 | Уилли Джеймисон | Том Пендрей    | Graeme Adam      | Jean Lesperance   |                    | [ 5 ]                         |

(скипы выделены полужирным шрифтом)

## Результаты как тренера национальных сборных
| Год  | Турнир                            | Сборная           | Место |
| ---- | --------------------------------- | ----------------- | ----- |
| 2016 | Чемпионат Европы по кёрлингу 2016 | Эстония (мужчины) | 23    |